# Return to Zero
 (septembre 2024).
Si vous disposez d'ouvrages ou d'articles de référence ou si vous connaissez des sites web de qualité traitant du thème abordé ici, merci de compléter l'article en donnant les références utiles à sa vérifiabilité et en les liant à la section « Notes et références ».
Albums de Spiritual Beggars
Demons
(2005) Return to Live - Loud Park 2010
(2011)
Return to Zero est le septième album studio du groupe de stoner rock suédois, Spiritual Beggars. Il est paru le 30 août 2010 (le 25 août au Japon) sur le label allemand InsideOut Music et a été produit par Rickard Bengtsson et Michael Amott.

## Historique
Cet album a été enregistré en Suède dans les studios Sweetspot entre février et juin 2010. Il est le premier album du groupe paru depuis Demons, enregistré cinq ans avant. Un nouveau chanteur officie sur cet album, il s'agit de Apollo Papathanasio du groupe grec Firewind.
La plupart des titres de cet album sont des compositions de Michael Amott dont un, The Chaos of Rebirth a été coécrit avec Angela Gossow, chanteuse de Arch Enemy et est dédié à la mémoire de Ronnie James Dio. Le dernier titre de l'album Time to Live est une reprise du groupe anglais Uriah Heep, tirée de leur album, Salisbury.

## Liste des titres
Les treize pistes de cet album sont :
| No  | Titre                                              | Auteur                             | Durée |
| --- | -------------------------------------------------- | ---------------------------------- | ----- |
| 1.  | Return to Zero (intro)                             | Per Wiberg                         | 0:52  |
| 2.  | Lost in Yesterday                                  | Michael Amott                      | 4:49  |
| 3.  | Star Born                                          | Amott, Ludwig Witt, Wiberg         | 3:06  |
| 4.  | The Chaos of Rebirth                               | Amott, Angela Gossow               | 5:21  |
| 5.  | We Are Free                                        | Amott                              | 3:24  |
| 6.  | Spirit of the Wind                                 | Amott                              | 5:52  |
| 7.  | Coming Home                                        | Michael Amott                      | 3:26  |
| 8.  | Concrete Horizon                                   | Amott                              | 6:02  |
| 9.  | A New Dawn Rising                                  | Amott                              | 4:42  |
| 10. | Believe in Me                                      | Amott                              | 6:41  |
| 11. | Dead Weight                                        | Wiberg                             | 4:51  |
| 12. | The Road Less Travelled                            | Amott                              | 3:45  |
| 13. | Time to Live (reprise de Uriah Heep) (titre bonus) | Mick Box, David Byron, Ken Hensley | 4:15  |

## Musiciens
- Michael Amott : guitares, mandoline
- Sharlee D' Angelo : basse
- Apollo Papathanasio : chant
- Per Wiberg : claviers
- Ludwig Witt : batterie, percussions